# جامعة وادي أوستا
جامعة وادي أوستا (بالإيطالية: Università della Valle d'Aosta)‏ و(بالفرنسية: Université de la Vallée d'Aoste)‏ وتُعرف اختصارًا باسم UNIVDA هي جامعة تقع في أوستا وسانت كريستوف ، إيطاليا. تأسَّست هذه الجامعة عام 2000.

## روابط خارجية
- موقع جامعة وادي أوستا باللغة الإيطالية